# 杜阿拉羚羊足球俱乐部
杜阿拉羚羊足球俱乐部（Oryx Douala）是一家位于喀麦隆杜阿拉的足球俱乐部，球队在1960年代的喀麦隆联赛早期取得了非常辉煌的成绩。

## 球队战绩
- 喀麥隆足球甲级联赛
  - 冠军：1961年，1962年，1963年，1964年，1965年，1967年

- 喀麥隆盃
  - 冠军：1963年，1968年，1970年
  - 亚军：1969年

- 非洲聯賽冠軍盃
  - 冠军：1964年